# Maniola cinerascens
Maniola cinerascens är en fjärilsart som beskrevs av Fuchs 1892. Maniola cinerascens ingår i släktet Maniola och familjen praktfjärilar. Inga underarter finns listade i Catalogue of Life.